# MTV Unplugged in New York
MTV Unplugged in New York — концертний альбом американського рок-гурту Nirvana, виданий 1 листопада 1994 року лейблом DGC Records. Запис одного з  остнніх переданих по телебаченню концертів гурту, зіграного на шоу MTV Unplugged. Вийшов вже після смерті Курта Кобейна. Пісні «Oh Me» і «Something In The Way» були вирізані з показу по MTV, також була вирізана значна частина діалогів, яка в цілому становила 22 хвилини.

## Історія
«In Utero», вийшовши у вересні 1993 року, дебютує на першому місці в рейтингах США і Великої Британії. На підтримку альбому Nirvana проводить восени тур по містам США. У цілому і альбом, і тур виявилися успішними, проте розкуповували диск без того ажіотажу, якого можна було очікувати, а декілька шоу залишалися не розпродано ще за тиждень до концерту. І саме тому Nirvana погодилася відіграти акустичне Unplugged-шоу на MTV, і в грудні, якраз після ефіру, продаж «In Utero» досяг свого піку.
У 1996 році «Unplugged в Нью-Йорку» приносить гурту премію Греммі в номінації «Найкращий альтернативний музичний виступ» і ринковий успіх.
Концерт був записаний 18 листопада 1993 в «Sony Studios» у Нью-Йорку. Офіційна телевізійна версія концерту була показана 14 грудня 1993 у вигляді 46-хвилинного виступу, який наживо тривав понад годину. Всі перерви між піснями, джеми, налаштовування інструментів, жарти і розмови з глядачами були вирізані. Також у ефірі не були показані пісні «Oh Me» і"Something In The Way". Через 13 років, відеоверсія концерту стала доступна у форматі DVD. Диск містить повну версію виступу гурту, випуск MTV News «Голий свідок» — своєрідну історію концерту, в якій показані інтерв'ю з гуртом, очевидцями та організаторами шоу, плюс репетиції пісень «Come as You Are», «Polly», «Plateau», « Pennyroyal Tea» і «The Man Who Sold The World». У коробку релізу вкладений буклет з фотографіями гурту, зробленими під час виступу.
Курт Кобейн, Кріст Новоселич і Дейв Ґрол після ретельного підбору пісень відіграли в акустичному варіанті «About A Girl», «Come as You Are», «Pennyroyal Tea», «Dumb», «Polly», «On a Plain», «Something in The Way» і «All Apologies». Шість інших композицій були каверами, додавши музичного різноманіття в виступ гурту: від «The Man Who Sold the World» Девіда Боуї і «Jesus Doesn't Want Me For A Sunbeam» гурту Vaselines, до традиційного фольку «Where Did You Sleep Last Night?» Leadbelly і «Plateau», «Oh, Me» та «Lake Of Fire» гурту Meat Puppets. Три останні пісні були відіграні разом з гітаристом, вокалістом Куртом Кірквудом і його братом басистом Крісом Кірквудом, учасниками Meat Puppets . Разом з Nirvana грали: концертний гітарист Пет Смір і Лорі Голдстон на віолончелі.

## Випуск альбому
Після смерті фронтмена Курта Кобейна в квітні 1994 року, MTV часто транслювали в ефірі концерт гурту, щоб заповнити попит на концертні записи, і припинити бутлегерство, DGS оголосив у серпні 1994 року, що буде випускати подвійний альбом, який повинен був включати як живі виступи з 1989-го по 1994 рік, так і весь концерт MTV Unplugged. Однак, завдання компілювання альбому було занадто емоційно важким для учасників, що залишилися в гурті, таким чином, проект був скасований через тиждень після офіційного оголошення. Замість цього Новоселич і Ґрол вирішили випустити тільки MTV Unplugged.
Альбом «MTV Unplugged in New York» вийшов 1 листопада 1994. Альбом дебютував на першому місці в чарті Billboard, протягом першого тижня було продано 310 500 копій. [3] До початку 1995 року «MTV Unplugged in New York» в продажі обігнав останній студійний альбом In Utero 1993 року, було продано 6 800 000 копій альбому.
У жовтні 1994 року вийшов єдиний сингл альбому About a Girl разом з акустичною записом пісні «Something in the Way». Сингл був випущений на CD тільки в Австралії та Європі. З усіх пісень альбому «About A Girl» стала найбільшим хітом, стала четвертою піснею «номером один» гурту в чарті Modern Rock Tracks, і також потрапила до Top Ten Hit Австралії, Данії та Фінляндії.
20 листопада 2007 був випущений DVD «MTV Unplugged в Нью-Йорку». DVD включає дві пісні («Something in the Way», «Oh Me»), які були відсутні в теле-версії.

## Список композицій
| #   | Назва                                                       | Автор слів   | Автор музики  | Тривалість |
| --- | ----------------------------------------------------------- | ------------ | ------------- | ---------- |
| 1.  | «About a Girl»                                              | Курт Кобейн  | Курт Кобейн   | 3:38       |
| 2.  | «Come as You Are»                                           | Курт Кобейн  | Курт Кобейн   | 4:13       |
| 3.  | «Jesus Doesn’t Want Me for a Sunbeam» (кавер The Vaselines) | Юджин Келлі  | Френсіс Маккі | 4:37       |
| 4.  | «The Man Who Sold the World» (кавер Девіда Боуї)            | Девід Боуї   | Девід Боуї    | 4:20       |
| 5.  | «Pennyroyal Tea»                                            | Курт Кобейн  | Курт Кобейн   | 3:40       |
| 6.  | «Dumb»                                                      | Курт Кобейн  | Курт Кобейн   | 2:52       |
| 7.  | «Polly»                                                     | Курт Кобейн  | Курт Кобейн   | 3:16       |
| 8.  | «On a Plain»                                                | Курт Кобейн  | Курт Кобейн   | 3:44       |
| 9.  | «Something in the Way»                                      | Курт Кобейн  | Курт Кобейн   | 4:01       |
| 10. | «Plateau» (кавер Meat Puppets)                              | Курт Кірквуд | Курт Кірквуд  | 3:37       |
| 11. | «Oh, Me» (кавер Meat Puppets)                               | Курт Кірквуд | Курт Кірквуд  | 3:26       |
| 12. | «Lake of Fire» (кавер Meat Puppets)                         | Курт Кірквуд | Курт Кірквуд  | 2:55       |
| 13. | «All Apologies»                                             | Курт Кобейн  | Курт Кобейн   | 4:22       |
| 14. | «Where Did You Sleep Last Night?» (народна пісня)           |              | Ледбеллі      | 5:09       |

## Учасники запису
| NIRVANA - Курт Кобейн — вокал, лід-гітара, ритм-гитара - Кріст Новоселіч — бас-гітара,акордеон (Jesus Doesn't Want Me for a Sunbeam), ритм-гітара (Plateau, Oh Me, Lake of Fire) - Дейв Ґрол — ударні, бек-вокал, бас-гітара (Jesus Doesn't Want Me for a Sunbeam) - Пет Смір — ритм-гітара, лід-гітара Запрошені музиканти - Лорі Голдстон — віолончель - Крис Кірквуд — бас-гітара, бек-вокал (Plateau, Oh Me, Lake of Fire) - Курт Кірквуд — лід-гітара (Plateau, Oh Me, Lake of Fire) | Продакшн - Алекс Колетти, Скотт Литт, NIRVANA — продакшн - Роберт Фишер — артдиректор, дизайн - Стефан Маркуссен — мастеринг - Франк Микелотта — фотограф |